# Anioł Stróż (czasopismo)
Anioł Stróż – katolicki miesięcznik kierowany do dzieci w wieku szkolnym (8–13 lat). Czasopismo założył w 1911 roku bł. ks. Ignacy Kłopotowski. Motywem założenia było przybliżenie dzieciom Boga, dziejów świętych i przodków oraz piękna stworzenia. W okresie międzywojennym i powojennym tytuł ten został zawieszony, a wznowiony przez Siostry Loretanki w maju 2000 roku.

## Tematyka
Tematem przewodnim pisma są Aniołowie Stróżowie obecni w różnych rolach i wizjach jako bliscy, mądrzy, przyjacielscy, zbliżający do Boga. Celem pisma jest też przybliżenie dzieciom nauki Kościoła katolickiego o Aniołach i umocnienie wiary w ich obecność. Kontynuując myśl założyciela, pismo podejmuje tematy związane z tekstami Ewangelii, opowieści o świętych, historię Polski, a także inne opowiadania, ciekawostki przyrodnicze i fizyczne, fotoreportaże, zabawy, rebusy, krzyżówki, konkursy z nagrodami. Do pisma dodawana jest co miesiąc płyta CD z audycjami.